# Traité numéro 6

Carte des traités numérotés

Le Traité 6 est un traité établi entre le monarque du Canada et les Cris, les Assiniboines et d'autres bandes indiennes des Premières Nations de Fort Carlton et de Fort Pitt signé en 1876. Le territoire couvert par ce traité est situé dans le Centre des provinces de la Saskatchewan et de l'Alberta de nos jours. En 1898, une bande du Manitoba s'est rejoint Traité 6. 

## Chronologie
- 23 août 1876 : première signature au Fort Carlton
- 28 août 1876 : deuxième signature au Fort Carlton
- 9 septembre 1876 : signature au Fort Pitt
- 21 août 1877 : signature d'adhésion au Fort Pitt par des bandes cries
- 21 août 1877 : signature au Fort Edmonton
- 25 septembre 1877 : signature au Blackfoot Crossing de la rivière Bow (par les Siksikas)
- 19 août 1878 : signature additionnelle
- 28 août 1878 : signature de Battleford
- 3 septembre 1878 : signature de Carlton
- 18 septembre 1878 : signature additionnelle de la bande de Michel Calihoo (en)
- 2 juillet 1879 : signature au Fort Walsh
- 8 décembre 1882 : signature de plus au Fort Walsh
- 11 février 1889 : signature de Montreal Lake
- 10 août 1898 : signature de la bande de Colomb
- 25 mai 1944 : signature d'adhésion de Rocky Mountain House
- 13 mai 1950 : signature d'adhésion de plus de Rocky Mountain House
- 21 novembre 1950 : signature de Witchekan Lake
- 18 août 1954 : signature de Cochin
- 15 mai 1956 : signature de plus de Cochin
- 1958 : les membres de la bande de Michel sont « affranchis » par le Ministère des Affaires indiennes, c'est-à-dire qu'ils sont devenus des citoyens britanniques et ont perdu leur statut d'Indiens selon le traité et que leur réserve a été dissoute. C'est le seul cas qu'une bande entière (à l'exception de quelques individus) ont été affranchis de manière involontaire.

## Confédération des Premières Nations du Traité 6
La Confédération des Premières Nations du Traité 6 a été créée en 1993 par 17 bandes indiennes du Traité 6. Il s'agit d'un regroupement politique.
Le 6 juillet 2012, la ville d'Edmonton en Alberta, représentée par le maire Stephen Mandel, a signé une entente de partenariat avec la confédération.

## Liste des Premières Nations du Traité 6
| En Alberta - Première Nation d'Alexander - Première Nation d'Alexis - Nation crie de Beaver Lake - Première Nation de Cold Lake - Nation crie d'Enoch - Tribu d'Ermineskin - Première Nation de Frog Lake - Première Nation de Heart Lake - Nation crie de Kehewin - Première Nation de Louis Bull - Première Nation de Michel - Première Nation de Montana - Première Nation O'Chiese - Papaschases - Première Nation de Paul - Nation crie de Saddle Lake - Première Nation de Samson - Première Nation Sunchild | Au Manitoba - Première Nation de Marcel Colomb - Première Nation de Mathias Colomb En Saskatchewan - Première Nation d'Ahtahkakoop - Première Nation de Beardy's et d'Okemasis - Nation crie de Big Island - Première Nation de Big River - Première Nation de Flying Dust - Première Nation James Smith - Première Nation de Lac La Ronge - Première Nation de Little Pine - Première Nation de Lucky Man - Première Nation de Ministikwan Lake - Première Nation de Mistawasis - Nation crie de Montreal Lake | - Première Nation de Moosomin - Mosquito-Grizzly Bear's Head-Lean Man - Nation crie de Muskeg Lake - Première Nation de Muskoday - Première Nation de One Arrow - Nation crie de Onion Lake - Première Nation de Pelican Lake - Nation crie de Peter Ballantyne - Nation crie de Poundmaker - Première Nation de Red Pheasant - Première Nation de Saulteaux - Première Nation de Sweetgrass - Première Nation de Sturgeon Lake - Première Nation de Thunderchild - Première Nation de Waterhen Lake - Première Nation de Witchekan Lake |